# Paul Bader
Paul Bader, nemški general, * 20. julij 1883, Lahr, † 28. februar 1971, Emmendingen.